# Segregação socioespacial em Manaus
As favelas na cidade de Manaus começaram a ter início no final do século XIX, quando várias transformações sócio-econômicas pelas quais o Brasil passava e transformações locais começaram a inchar a área central da cidade, formando os primeiros aglomerados subnormais.
Em 350 anos, Manaus conseguiu desenvolvimento, mas o crescimento sem planejamento e desordenado provocou uma série de problemas ambientais na cidade. Várias áreas de Manaus surgiram e se tornaram bairros após terras públicas e particulares serem invadidas. Um problema histórico que teve como estopim a falta de moradias populares. A incidência de invasões ficou mais intensa com o aumento populacional a partir da migração de pessoas de municípios do interior para capital, além dos migrantes que vieram de outros estados em busca de trabalho e melhores oportunidades de vida em Manaus, após o boom da industrialização. Por outro lado, há indícios também da existência de grilagem de terras. Um mercado criminoso de comercialização de terras ocupadas irregularmente, que segundo a polícia, pode estar ligado ao crime organizado.
Segundo dados do Ministério das Cidades, o município apresentava até 2006 um déficit de aproximadamente 68.483 unidades habitacionais. Isto equivaleria, segundo tais pesquisas, a aproximadamente 300 mil cidadãos sem acesso à habitação formal ou em habitações precárias. Segundo dados IBGE de 2010, o bairro Cidade de Deus é o que apresenta o maior número de favelas, com 10.559 habitações em áreas carentes.
Urbanistas e estudiosos das questões urbanas em Manaus apontam a região entre os rios Solimões e Negro, além do igarapé do Mindu, como a área urbana na qual historicamente a prefeitura atuou com maior rigor e com maior planejamento por parte do poder público, assim como a área no qual o poder público mais investiu, sendo também esta a região onde se encontra a maioria dos bairros com melhores indicadores sociais da cidade. Esta região tem perdido população e apresentado uma densidade demográfica cada vez menor, apesar de ser região da cidade com maior índice de infraestrutura e equipamentos sociais. As populações de mais baixa renda e criminosos, acabam assim invadindo as áreas nas bordas do município, mais desprovidas de infraestrutura. É válido mencionar, entretanto, que mesmo dentro da área delimitada por esses rios há algumas regiões de exclusão social, como a favela da Ceasa, no bairro Mauazinho. Por outro lado, há também alguns núcleos de alta renda como Flores, Parque 10 de Novembro, Cidade Nova e os condomínios do Tarumã, que estão localizados fora da área delimitada por esses rios.
As regiões Centro-Sul, Norte e Leste são as regiões mais abrangidas pela reurbanização da cidade. A prefeitura mantém a desapropriação de moradias situadas à beira do igarapé do Mindu. A implantação de um Corredor Ecológico também está em construção no local, obra que ligará as zonas Norte e Centro-Sul à Leste. Manaus é a única cidade brasileira a possuir um corredor ecológico.
Além da dualidade centro-periferia que explicita em parte a desigualdade social na cidade, também notam-se pontos em que o contraste é visível e grupos de perfis de renda diversos convivem, como é o caso de bairros como Cidade Nova, Aleixo e São José, que apresenta conjuntos de habitação de alta renda localizados próximos a regiões de favela.

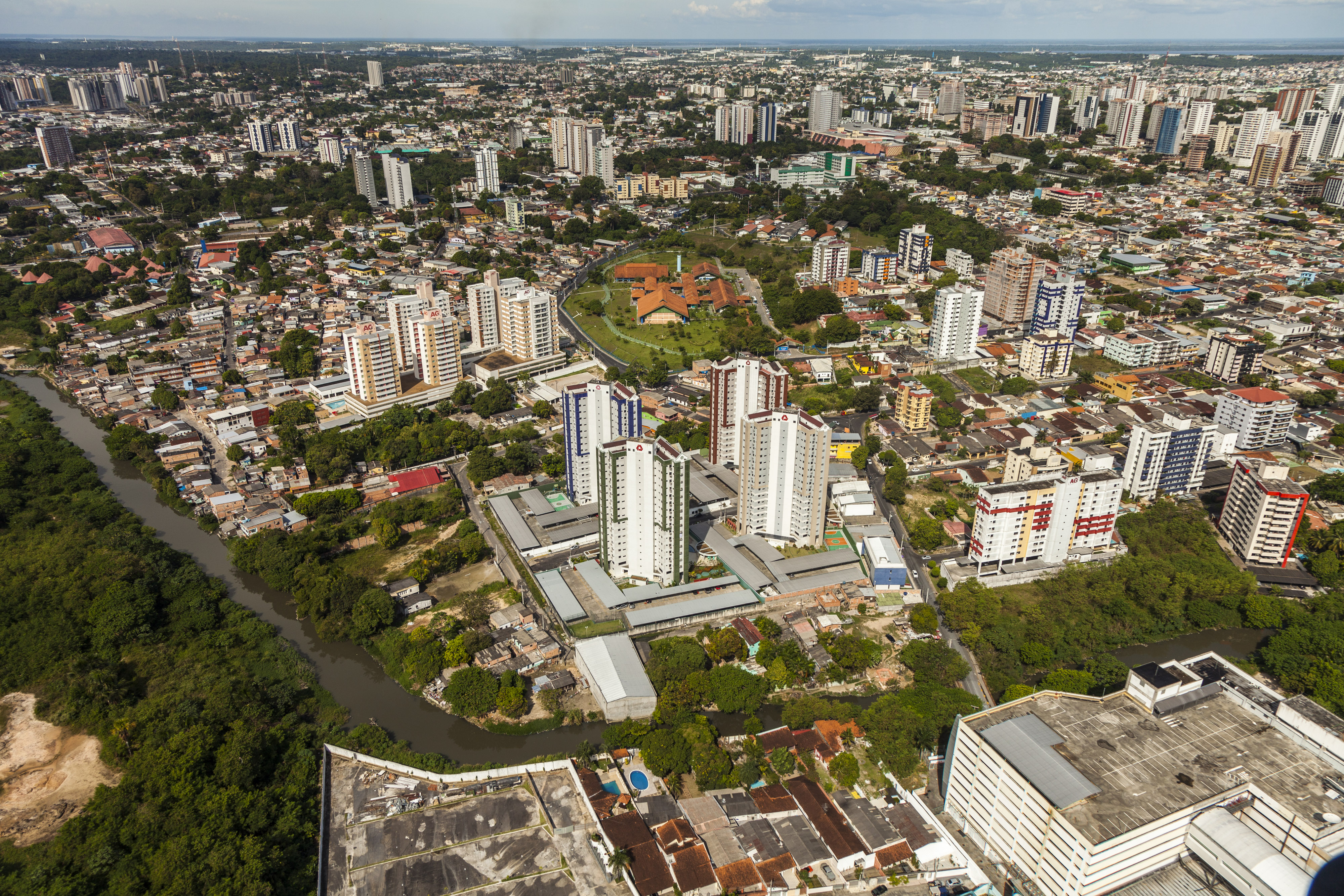
Variação de tecidos urbanos na Zona Centro-Sul. Lado a lado, áreas verticalizadas e de casario baixo.

Mas outros especialistas lembram que a área da Avenida Torquato Tapajós era pouco habitada, devido ao terreno encharcado e insalubre daquela região próximo ao fim da área urbana. A população construía suas moradias no bairro situado mais acima, a Santa Etelvina. A ocupação da avenida se processou após ocorrerem investimentos imobiliários particulares que consistiam na construção de diversos condomínios e escritórios, que mudaram o perfil daquela região. O Instituto Municipal de Planejamento Urbano (Implurb) e o Instituto do Patrimônio Histórico e Artístico Nacional (Iphan) firmaram um termo com o objetivo de viabilizar projetos de infraestrutura para Manaus, sobretudo para o programa de revitalização do Centro de Manaus.
Devido à crescente degradação do centro da cidade, alguns projetos de reurbanização, requalificação e revitalização têm sido sugeridos. Bairros situados fora do centro expandido como Japiim, que anos atrás abrigavam uma população pobre e operária, e nos quais há poucos anos havia falta de infraestrutura, sofreram uma grande mudança econômica. Hoje tais bairros dispõem de equipamentos comerciais e de algum investimento infraestrutural. Outros estudiosos creditam ao grande crescimento econômico ocorrido na década de 1970 (apelidado de "milagre econômico") e com a chegada de milhares de migrantes à procura de melhores condições de vida a causa dos problemas de ocupações irregulares na cidade.
O abastecimento de água na cidade é realizado pela empresa Águas de Manaus. A companhia tem trabalhado com o objetivo de universalizar o abastecimento de água, além de ampliar o acesso ao esgotamento sanitário, dos atuais 35% para 80%, até 2030. A cidade conta, ainda, com 36 estações de tratamento de água e esgoto, dos quais 25 estão em operação, duas desativadas e nove sem funcionamento. Cerca de 22% da área urbana da cidade está desmatada. A distribuição de energia elétrica é realizada pela empresa Amazonas Energia.